# ديني ماك
ديني ماك (بالإنجليزية: Denny Mack) هو لاعب كرة قاعدة أمريكي، ولد في 1851 في إيستون في الولايات المتحدة، وتوفي في 10 أبريل 1888 في ويلكس بار في الولايات المتحدة.

## وصلات خارجية
- ديني ماك على موقعبيزبول رفرنس.كوم (الدوري الرئيسي) (الإنجليزية)
- ديني ماك على موقعبيزبول رفرنس.كوم (الدوري الثانوي) (الإنجليزية)